# Eslavo eclesiástico

Oración en eslavo eclesiástico.

Se conoce como eslavo, eslavón o eslavo eclesiástico (црькъвьнословѣньскъ ѩзыкъ [crĭkŭvĭnoslověnĭskŭ językŭ]; en búlgaro, църковнославянски език [tsărkovnoslavyanski ezik]; en checo, církevní slovanština; en macedonio, старословенски јазик [tsrkovnoslovenski jazik]; en polaco, cerkiewnosłowiańszczyzna; en ruso, церковнославя́нский язы́к [tserkovnoslavyánskiy yazýk]; en serbio, црквенословенски језик [crkvenoslovenski jezik]; en ucraniano, церковнослов'янська мова [tserkovnoslov'iáns'ka mova]) a la lengua litúrgica de la Iglesia ortodoxa búlgara, rusa, serbia, viejos creyentes y otras Iglesias ortodoxas eslavas. Históricamente, proviene del antiguo eslavo eclesiástico, adaptando su pronunciación y ortografía y reemplazando algunas palabras y expresiones difíciles por sus correspondencias vernáculas. 
Con anterioridad al siglo XVIII, el eslavo eclesiástico se usaba ampliamente como lengua literaria en Rusia. Aunque nunca se habló per se fuera de los servicios religiosos, el clero, los poetas y la gente educada tendía a introducir expresiones provenientes del eslavo eclesiástico en su habla cotidiana.

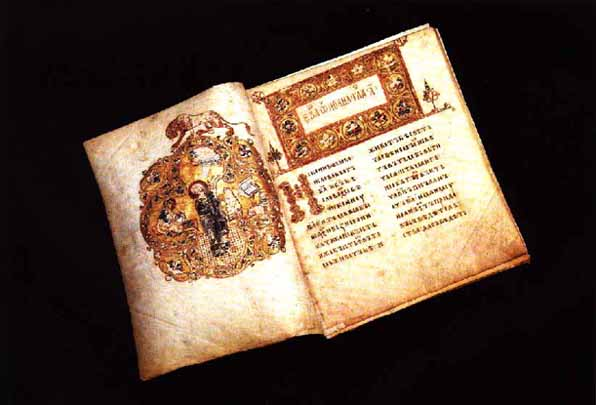
El Evangeliario de Ostromir, c.1056-1057.

El Evangeliario de Ostromir fue manuscrito en eslavo eclesiástico sobre pergamino en 1056 o 1057.
El eslavo eclesiástico es una variante codificada del antiguo idioma eslavo eclesiástico (búlgaro antiguo).
El idioma eslavo eclesiástico no era un idioma coloquial de la Rus de Kiev u otros estados eslavos, sino que sirvió como un idioma unificado de la literatura (como el latín en la Europa occidental medieval).
El primer alfabeto que usa letras modernas basadas en el uncial griego fue compilado por los hermanos predicadores Cirilo y Metodio. La forma más común actualmente utilizada es la revisión sinodal moderna del idioma eslavo eclesiástico, utilizado como idioma litúrgico por la Iglesia ortodoxa rusa y algunas otras asociaciones religiosas. Además de la Iglesia ortodoxa rusa, el eslavo eclesiástico es el principal idioma litúrgico del rito eslavo-bizantino de la Iglesia greco-católica rusa, se utiliza, junto con el ucraniano, en la Iglesia greco-católica ucraniana, junto con el bielorruso, en Iglesia greco-católica bielorrusa. Antes de las reformas de la década de 1960-1970, junto con el latín, se usaba en algunos lugares de Croacia, en la Iglesia católica.
Las normas del idioma eslavo eclesiástico cambiaron con el movimiento gradual de los centros de literatura eslava de sur a este, bajo la influencia de lenguas vernáculas vivas, según las tendencias para unificar el idioma eslavo eclesiástico y restaurar las normas antiguas, que se asoció con varias escuelas de libros.
El primer libro impreso en eslavo eclesiástico fue el incunable croata Ⰿⰹⱄⰰⰾⱏ ⱂⱁ ⰸⰰⰽⱁⱀⱆ ⱃⰹⰿⱄⰽⱁⰳⰰ ⰴⰲⱁⱃⰰъ (Misal po zakonu rimskoga dvora, en), publicado en 1483 empleando el alfabeto glagolítico.